# Professor Mamlock (1938)
Professor Mamlock (Originaltitel: Профессор Мамлок, Professor Mamlock) ist ein sowjetischer Spielfilm unter der Regie von Herbert Rappaport und Adolf Minkin aus dem Jahr 1938 nach dem gleichnamigen Schauspiel von Friedrich Wolf aus dem Jahr 1934.

## Handlung
Der Film beginnt in den Anfängen des Nationalsozialismus. Es geht um die Auseinandersetzungen zwischen den Kommunisten und den Nationalsozialisten, die noch öffentlich bei Kundgebungen und Diskussionen geführt werden und die oft auch in Saalschlachten enden. Doch die Kommunisten, die immer mehr in die Illegalität gehen müssen, finden immer wieder Sympathisanten, von denen sie Unterstützung erhalten, wozu auch die Einzelhändlerin Mutter Wendt gehört. Deren Tochter Anni, die von einem Untermieter begehrt wird, der zwar keine Miete zahlt, aber der nationalsozialistischen Idee anhängt, gehört auch zu dieser Gruppe.
Professor Mamlock ist Chirurg und Leiter einer Klinik, der sich nicht als Jude fühlt, sondern als Deutscher, der am Weltkrieg teilgenommen hat und deshalb keine Angst vor den Nazis zu haben braucht. Er ist stolz auf seinen Sohn Rolf, der sich durch seine Studien auf dem Weg zu einem großen Wissenschaftler befindet. Doch Rolf hängt nicht nur den medizinischen Ideen an, sondern ist auch einer der aktiven Köpfe der kommunistischen Untergrundbewegung. Als sein Vater mitbekommt, dass Rolf in der gemeinsamen Wohnung Treffen mit Gleichgesinnten veranstaltet, ist er sehr erregt und weist ihm den Weg vor die Tür, da er grundsätzlich keine politischen Aktivitäten duldet.
Nach dem Reichstagsbrand zeigen die Nazis ihr wahres Gesicht. In Professor Mamlocks Klinik wird dieser als Leiter abgesetzt und mit der Aufschrift Jude auf seinem Arztkittel, direkt von einer Operation weg, durch die Stadt gejagt. Sein Kollege Doktor Hellpach, ein bekennender Nationalsozialist, übernimmt die Leitung des Hauses, mit der Unterstützung von Frau Doktor Inge. Mit hinterhältigen Methoden zwingt Doktor Hellpach das übrige Personal sich schriftlich von Professor Mamlock zu distanzieren und eine weitere Zusammenarbeit mit ihm abzulehnen. Bis auf die Assistenzschwester sagen sich alle von dem Professor los, der in seiner Enttäuschung keinen Ausweg mehr sieht und sich erschießen will, was aber nicht gelingt, weshalb er in der Klinik als Patient verbleiben muss.
Doch nicht nur auf die Juden wird jetzt Jagd gemacht, sondern auch auf alle Kritiker des Dritten Reiches. So wird eine Gruppe festgenommen, die Flugblätter verfasst und druckt, weil sie verraten wird. In den Kellern der Gestapo und der SA werden die Mitglieder, auch Rolf Mamlock ist darunter, gefoltert und gequält, damit sie weitere Angehörige der Gruppe verraten. Eine Suche nach dem Verbleib der Festgenommenen bleibt ohne Erfolg. Als Anni Wendt dem Untermieter ihrer Mutter, mit der Hoffnung auf eine Information, verspricht mit ihm Tanzen zu gehen, verrät dieser, inzwischen als stolzer SA-Mann auftretende Nazi, den Aufenthaltsort der gefangenen Kommunisten, denn er kennt den Ort, war er doch selbst bei den Folterungen dabei. Bei der nun folgenden Befreiung der Kommunisten wird einer der Freunde Rolf Mamlocks angeschossen und beide können sich vor der Verfolgung durch die Flucht in die Klinik retten, wo es Rolf gelingt, einen der Ärzte davon zu überzeugen, den Freund zu operieren. In der Zwischenzeit geht er seinen Vater besuchen, der in einem der Klinikbetten liegt und sie versöhnen sich wieder.
Die beiden Flüchtigen werden jedoch von einem Gärtner beim Betreten der Klinik beobachtet und gemeldet, so dass das gesamte Gebäude von der SA umstellt wird. Rolf Mamlock muss also erneut fliehen, während sein Vater sich auf einen Balkon stellt und eine flammende Rede gegen den Faschismus hält. Dadurch sind die SA-Männer soweit beschäftigt, dass Rolf für seine Flucht etwas Zeit gewinnt, bis der Professor mit einem Maschinengewehr erschossen wird. Frau Dr. Inge gehen durch die Ereignisse noch rechtzeitig die Augen über den unmenschlichen Geist der Wirklichkeit auf.

## Produktion und Veröffentlichung
Der Schwarzweißfilm hatte am 5. September 1938 unter dem Titel Профессор Мамлок in Leningrad Premiere.
In Deutschland wurde Professor Mamlock am 28. November 1947 in den führenden Kinos des Berliner sowjetischen Sektors uraufgeführt.

## Kritik
W. Lg. schrieb in der Berliner Zeitung:

„Das ganze Geschehen ist episch aufgelockert, der Milieuschilderung und der Aufhellung der Charaktere ist breiter Raum gewährt. … Kleine Ungenauigkeiten, gewisse Fehler in der Wiedergabe des Milieus fallen nicht allzu störend ins Gewicht: wir haben einen Film vor uns, der eine Aufgabe in Deutschland zu erfüllen hat, obwohl seine eigentliche Aufgabe, die in Aufklärung und Anklage bestand, in der übrigen Welt schon erfüllt sein mag.“

Be. zieht im  Neuen Deutschland folgendes Fazit:

„Das erstaunlich echte Milieu, das die Regisseure Adolf Minkin und Herbert Rappaport geschaffen haben und die geschickte Auswahl der Schauspieler machen es dem deutschen Zuschauer schwer zu glauben, daß dieser Film nicht in Deutschland gedreht wurde, und daß es russische Schauspieler sind, die lebensecht unsere unrühmliche Vergangenheit noch einmal heraufbeschwören, zumal die deutsche Synchronisierung ausgezeichnet ist.“

Das Lexikon des internationalen Films schreibt, dass es sich bei dem Film um ein thematisch wie künstlerisch anspruchsvolles Drama handelt.